# 錫達鎮區 (密蘇里州佩蒂斯縣)
錫達鎮區（英語：Cedar Township）是位於美國密蘇里州佩蒂斯縣的一個行政鎮區。

## 地方資料
錫達鎮區的面積為77.14平方千米，當中陸地面積為76.62平方千米，而水域面積為0.52平方千米。根據2020年美國人口普查的數據，當地共有人口1037人，而人口密度為每平方千米13.44人。